# Poljska metla
Poljska metla (nepoven, nevenka, neven; lat.: Xeranthemum), rod jednogodišnjeg raslinja iz porodice glavočika. Raširen je po Jugoistočnoj Europi, Mediteranu, Zapadnoj-(uključujući Kavkaz) i Srednjoj Aziji do jugozapadne Kine. 
Od 5 vrsta na popisu, u Hrvatskoj postoje tri, jednogodišnji nepoven ili jednogodišnja poljska metla, smrdljivi nepoven ili smrdljiva poljska metla i zatvoreni nepoven ili zatvoreni neven.
Latinsko ime ime roda Xeranthemum  dolazi iz grč. xeros (suh), i anthemon (cvijet), zbog suhih cvjetova koji ne venu.

## Vrste
1. Xeranthemum annuum L.
2. Xeranthemum cylindraceum Sm.
3. Xeranthemum inapertum (L.) Mill.
4. Xeranthemum longepapposum Fisch. & C.A.Mey.
5. Xeranthemum squarrosum Boiss.

## Sinonimi
- Xeroloma Cass.; Dict. Sci. Nat. 59: 120 (1829)
- Harrisonia Neck.; Elem. 1: 84 (1790)